# Road Wild 1998
Road Wild 1998 fu un pay-per-view della federazione World Championship Wrestling (WCW); si svolse l'8 agosto 1998 presso lo Sturgis Motorcycle Rally di Sturgis (Dakota del Sud), Stati Uniti.

## Descrizione
Il main event dello show fu il tag team match nel quale Diamond Dallas Page e il conduttore del programma televisivo Tonight Show, Jay Leno, sconfissero Hollywood Hogan ed Eric Bischoff. Altro match di rilievo, fu la "battle royal nWo", alla quale presero parte quattro membri delle fazioni nWo Hollywood e nWo Wolfpac insieme a Goldberg, che vinse il match eliminando per ultimo The Giant.

## Critiche
L'evento ebbe un indice d'ascolto molto basso, con pochi acquisti in pay-per-view, e venne stroncato dalla critica. Arnold Furious di 411mania assegna all'evento 2.5 stellette su 5, scrivendo "la grande idea della WCW per aumentare gli acquirenti del ppv ha funzionato una volta. La seconda volta non è andata così bene... La partecipazione di Leno era in effetti più divertente di quella dei giocatori di basket, ma non ha fermato il calo degli ascolti. Penso che abbiano smarrito la destinazione. Goldberg era il campione del mondo ma hanno preferito focalizzarsi su Hogan che la gente è ormai stufa di vedere. Anche gli altri match dell'undercard sono stati dei veri e propri orrori. [...] Questo show è stato una lunga sequela di brutti match e cattivo gusto. Solamente il match di Jericho valeva la pena di essere guardato ed è scioccante che l'incontro di Jay Leno non sia stato il peggiore della serata, di gran lunga. Da evitare".

## Risultati
| N. | Risultati | Stipulazione                                                                                  | Durata |
| -- | --- | --------------------------------------------------------------------------------------------- | ------ |
| 1  | Meng sconfigge The Barbarian (con Jimmy Hart)                                                                                      | Single match                                                                                  | 04:48  |
| 2  | The Public Enemy (Rocco Rock & Johnny Grunge) sconfiggono The Dancing Fools (Disco Inferno & Alex Wright) (con Tokyo Magnum)       | Tag team match                                                                                | 15:27  |
| 3  | Saturn sconfigge Raven (con Lodi) e Kanyon                                                                                         | Raven's Rules match                                                                           | 12:26  |
| 4  | Rey Misterio Jr. sconfigge Psychosis                                                                                               | Single match per determinare il primo sfidante al titolo WCW World Cruiserweight Championship | 13:38  |
| 5  | Stevie Ray (c) sconfigge Chavo Guerrero Jr.                                                                                        | Single match per il WCW World Television Championship                                         | 02:38  |
| 6  | Steve McMichael sconfigge Brian Adams (con Vincent)                                                                                | Single match                                                                                  | 06:32  |
| 7  | Juventud Guerrera sconfigge Chris Jericho (c)                                                                                      | Single match per il WCW Cruiserweight Championship (con Dean Malenko come arbitro speciale)   | 16:24  |
| 8  | Goldberg vince eliminando per ultimo The Giant                                                                                     | nWo Invitational Battle Royal                                                                 | 07:58  |
| 9  | Diamond Dallas Page & Jay Leno (con Kevin Eubanks) sconfiggono Hollywood Hogan & Eric Bischoff (con The Disciple & Miss Elizabeth) | Tag team match                                                                                | 14:31  |

### Eliminazioni Battle Royal nWo
| N.         | Wrestler             | Eliminato da       | Tempo    |          |
| ---------- | -------------------- | ------------------ | -------- | -------- |
| 1          | Scott Hall           | Goldberg           | 1:24     |          |
| 2          | Kevin Nash           | – (si autoelimina) | 1:31     |          |
| 3          | Konnan               | Goldberg           | 4:55     |          |
| 4          | Curt Hennig          | Goldberg           | 6:42     |          |
| 5          | Sting & Scott Norton | Goldberg           | 6:49     |          |
| 6          | Lex Luger            | The Giant          | 7:09     |          |
| 7          | The Giant            | Goldberg           | 7:57     |          |
| Vincitore: | Goldberg             | Goldberg           | Goldberg | Goldberg |

Altre personalità presenti
| Ruolo          | Nome:                |
| -------------- | -------------------- |
| Commentatori   | Bobby Heenan         |
| Commentatori   | Tony Schiavone       |
| Commentatori   | Mike Tenay           |
| Arbitri        | Randy Anderson       |
| Arbitri        | Mickie Jay           |
| Intervistatori | "Mean" Gene Okerlund |
| Annunciatori   | Michael Buffer       |
| Annunciatori   | David Penzer         |